# Syrphoctonus cultiformis
Syrphoctonus cultiformis är en stekelart som först beskrevs av Davis 1897.  I den svenska databasen Dyntaxa används istället namnet Bioblapsis cultiformis. Enligt Catalogue of Life ingår Syrphoctonus cultiformis i släktet Syrphoctonus och familjen brokparasitsteklar, men enligt Dyntaxa är tillhörigheten istället släktet Bioblapsis och familjen brokparasitsteklar. Arten är reproducerande i Sverige. Inga underarter finns listade i Catalogue of Life.